# 布拉迪斯拉发
布拉提斯拉瓦（斯洛伐克語：[ˈbracislaʋa] ⓘ；舊稱普雷斯堡（Prešporok）在匈牙利语中被称为波若尼（匈牙利語：Pozsony）是斯洛伐克共和国的首都和最大城市，面积约367平方公里，人口約为470544人，是欧洲最小的首都之一。布拉迪斯拉发位于斯洛伐克西南部，多瑙河的左畔，紧邻奥地利和匈牙利两国边境，是世界上唯一同时與两个鄰國接壤的首都。
布拉迪斯拉发是斯洛伐克共和国的政治、经济与文化中心，是斯洛伐克总统府、国会和政府的所在地，同时拥有数座大学、博物馆、歌剧院、美术馆以及其他重要的文化与教育机构。斯洛伐克许多大型商业与金融机构的总部也设在布拉迪斯拉发。
该市在历史上曾经长期使用德语名称普雷斯堡（Pressburg），而且曾经受到德意志人、捷克人、匈牙利人、犹太人等各种其他民族的强烈影响。从1536年到1783年，该市是奧地利治下的哈布斯堡匈牙利王国的首都。许多斯洛伐克、匈牙利和德意志的著名历史人物出身于布拉迪斯拉发，19世纪的斯洛伐克民族运动也以此为基地。

## 名称
布拉迪斯拉发这个地名定名于1919年。在其历史中，有许多来自不同语言的不同名称。它最初见于记载的名称，在10世纪的“Annales Iuvavenses”中，是Brezalauspurc。其它知名的名称还有：德語：（中文译为“普雷斯堡”，德国以及奥地利人仍在使用）、匈牙利语：Pozsony（中文译为“波若尼”，匈牙利人仍在使用。）、斯洛伐克语旧名称： Prešporok。其他名称还有：希腊语和拉丁语中的Istropolis（意为多瑙河之城）、捷克語：、法語：、拉丁語：等。1919年以前的英语出版物也使用普雷斯堡这个名称，今天仍然偶尔有时会用到。

## 历史

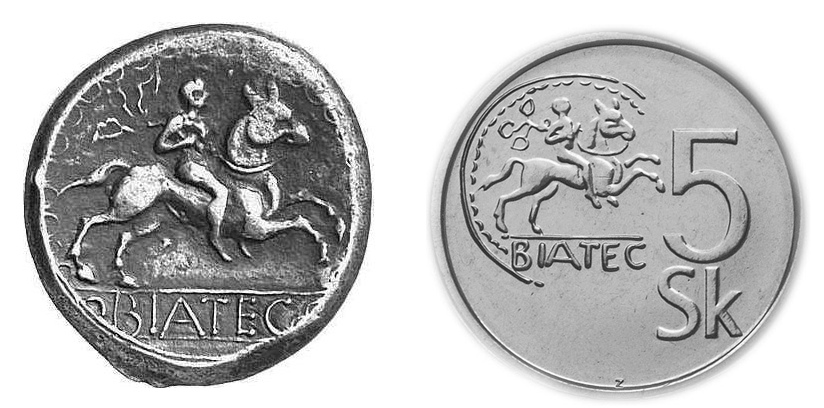
左图：古代凯尔特人铸造的biatec银币右图：5斯洛伐克克朗硬币，其上有对biatec正面的复刻

这一地区已知最早的永久居民点开始于大约公元前5000年新石器时期的线陶文化。大约公元前200年，凯尔特人Boii部落建立了第一个重要的居民点，是一个防御城镇，并建立了一个造币厂，制造的银币称为biatec。
这一地区从公元1世纪直到4世纪处于罗马帝国的影响之下，构成其边境防御体系罗马边墙的一部分。罗马人将葡萄栽培技术引进这一地区，从那时开始的酿酒传统一直持续至今。
现代斯洛伐克人的祖先斯拉夫人在公元5到6世纪之间的民族大迁徙时期抵达这一地区。作为对受到阿瓦尔人攻击的反应，当地斯拉夫人部落在一个法兰克商人萨莫的领导下建立了萨莫帝国（623–658年），这是已知的第一个斯拉夫人的政治实体。在9世纪，布拉迪斯拉发城堡和德温城堡是斯拉夫人国家尼特拉侯国和大摩拉维亚的重要中心。关于该市最早的文献记载，是907年大摩拉维亚在匈牙利人的攻击下崩溃。

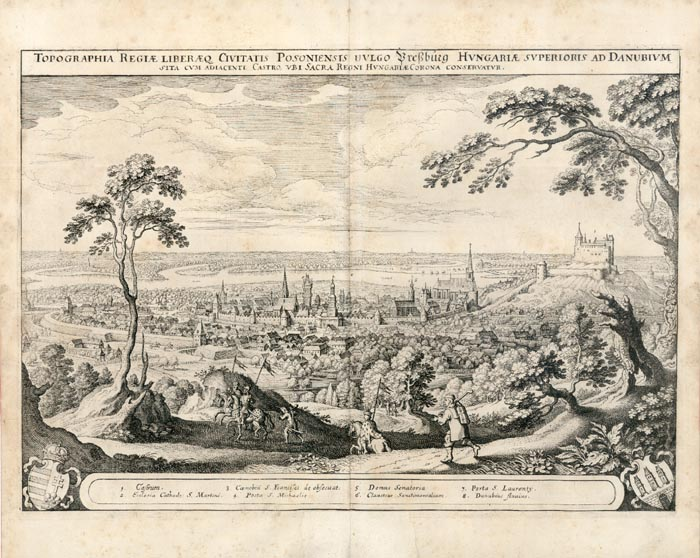
17世纪的普莱斯堡

在10世纪，布拉迪斯拉发的辖区成为匈牙利（自1000年起称为匈牙利王国）的一部分，后来设立了波若尼城堡州，并成为王国边境地区的重要经济和行政中心。这一战略位置注定该市会遭遇频繁的攻击和战斗，但是也为它带来了经济的发展和政治地位的提高。1291年，安德鲁三世首次授予普莱斯堡城市特权，1405年，匈牙利国王西吉斯蒙德又宣布其为皇家自由城市，在1436年为该市确定了城徽。
1526年，在莫哈奇战役中，匈牙利王国被奥斯曼帝国击败。此后土耳其人围攻并损坏了布拉迪斯拉发，由於奧地利哈布斯堡王朝對匈牙利的支援，未能征服该市。由于奥斯曼帝国向匈牙利求和，以及原本的首都布達佩斯在土耳其人手裡，1536年，该市成为匈牙利的新首都，成为哈布斯堡王朝的一部分，标志着新时期的开始。该市成为加冕城市，国王、总主教（1543年）、贵族和所有主要机构都驻扎在此。从1536年到1830年，共有11位国王和女王在圣马丁主教教堂加冕。不过，17世纪的历史充满了反对奧地利哈布斯堡王朝的起义、与土耳其人的战争、流血、瘟疫和其他灾难。16世纪下半叶宗教改革传播到此，主要在市民阶层中获得了支持者。由于频繁发生反对天主教哈布斯堡王朝的起义，郊区遭到摧毁。该市和城堡曾经数次被起义者攻占，又数次被帝国军队重新夺回。暴动的时期结束于1711年，以签署zatmár和约为标志。

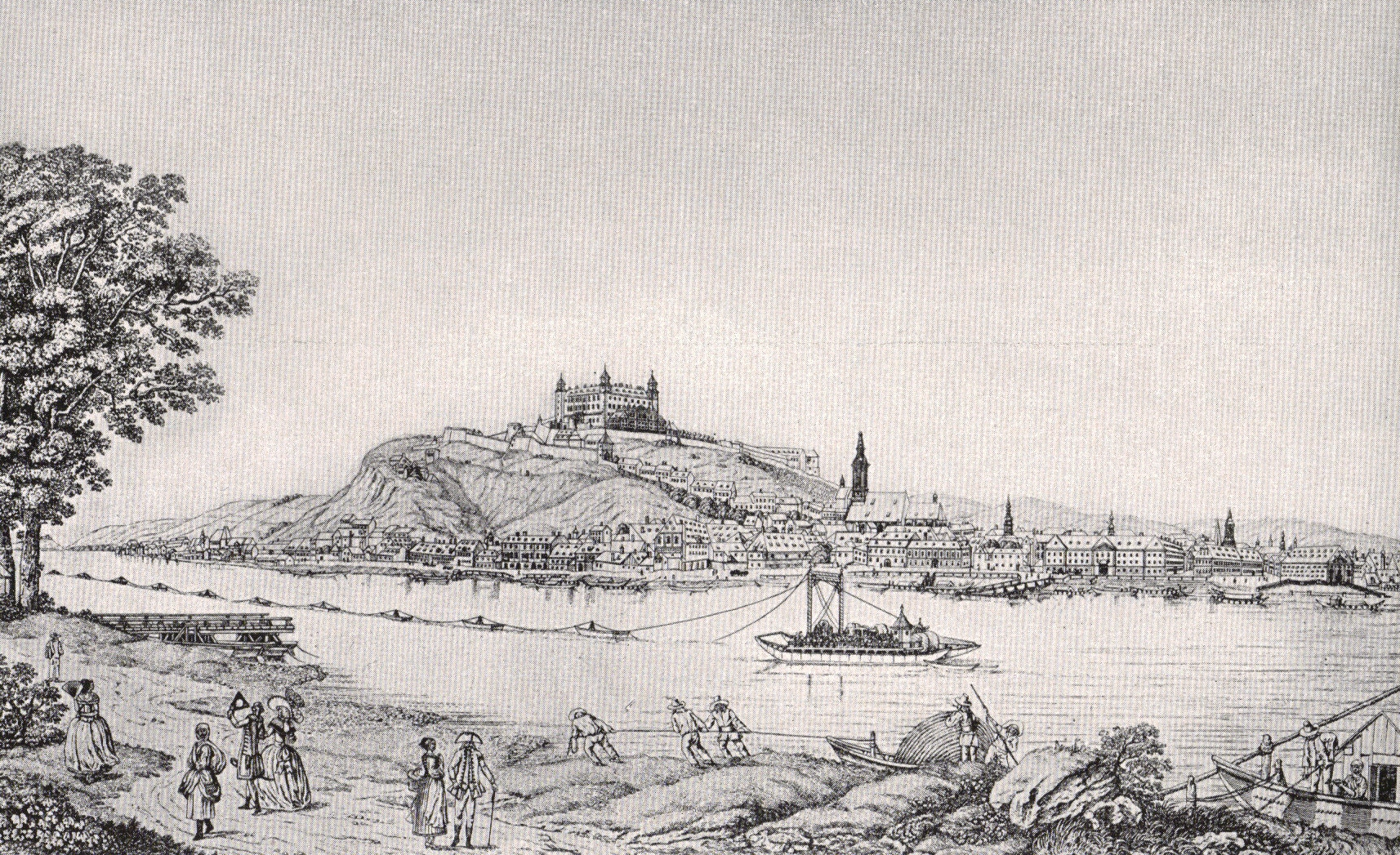
1783年的普莱斯堡

布拉迪斯拉发在18世纪玛丽娅·特蕾西娅统治时期繁荣起来，成为今日斯洛伐克和匈牙利疆域内最大、最重要的城镇。人口增长了三倍；当局修建了许多新的宫殿、修道院、宅邸和街道，使该市成为该地区社会与文化生活的中心。不过，在玛丽娅·特蕾西娅之子约瑟夫二世的统治下，特别是在1783年匈牙利王冠被送往维也纳，以试图强化奥地利与匈牙利的联盟时，该市开始失去其重要性。随后许多中央机构迁移到布达，许多贵族也随之迁移。匈牙利语和斯洛伐克语的第一份报纸都在此出版，分别是1780年的Magyar hírmondó，和1783年的Presspurske Nowiny。在18世纪，该市成为斯洛伐克民族运动的中心。
该市19世纪的历史与欧洲的重大事件密切相关。1805年，奥地利帝國与法国在此签订普莱斯堡和约。1809年，拿破仑的法国军队摧毁了Theben城堡，1811年，布拉迪斯拉发城堡被大火烧毁。1843年，该市议会宣布匈牙利语为该市法律、行政和教育的官方语言。作为对1848年匈牙利革命的反应，斐迪南一世在该市总主教府签署了四月法令（又称三月法令），其中包括废除农奴制。该市选择站在革命的匈牙利人一边，但是在1848年12月被奥地利人占领 。工业在19世纪迅速增长。匈牙利王国的第一条马拉火车铁路，从该市到聖喬治，建于1840年。前往维也纳的新线路使用蒸汽机车，于1848年通车，到佩斯的线路通车于1850年。建立了许多新的工业、金融和其他机构；例如，今天斯洛伐克的第一家银行成立于1842年。该市在多瑙河上架设的第一座永久性桥梁，老橋，建于1891年。

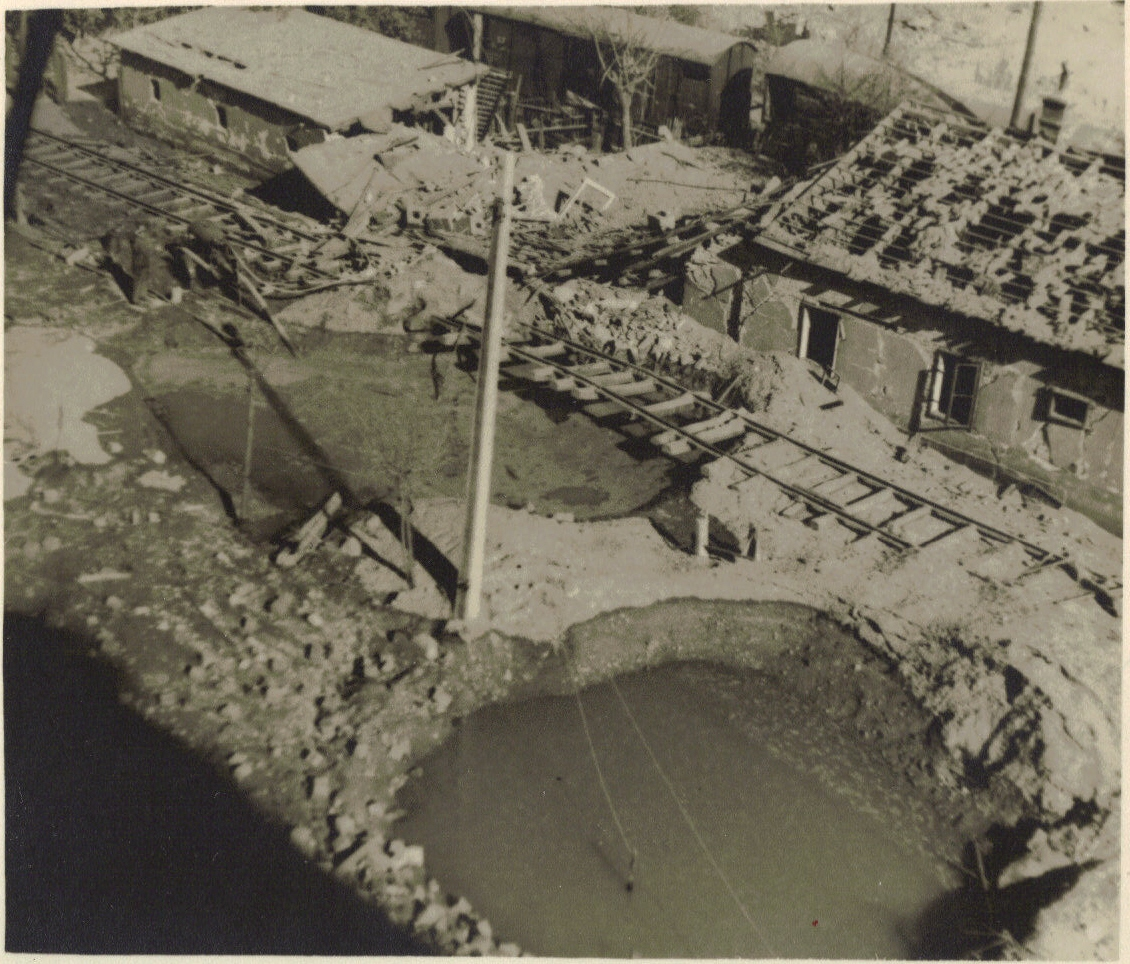
1944年9月，盟军炸毁阿波罗公司在布拉迪斯拉发的工厂

第一次世界大战后，1918年10月28日，捷克斯洛伐克建国，布拉迪斯拉发归属这个新成立的国家，虽然该市的代表表示不赞成。在该市占多数的匈牙利人和德意志人试图阻止该市并入捷克斯洛伐克，宣布该市为自由市。不过，捷克斯洛伐克军团于1919年1月1日占领了该市，使其成为捷克斯洛伐克的一部分。该市成为斯洛伐克政治机构的所在地，到2月4-5日，成为斯洛伐克的首府。1919年3月27日，首次正式采用了“布拉迪斯拉发”这个新名称。作为捷克斯洛伐克独立的后果，许多匈牙利人政府雇员移居到匈牙利，而捷克人和斯洛伐克人将住处搬到布拉迪斯拉发。匈牙利人和德意志人的学校急剧减少。 在1930年捷克斯洛伐克的人口统计中，布拉迪斯拉发的匈牙利人已经减少到15.8%。
1938年，纳粹德国合并了邻近的奥地利，同年又根据民族原因合并了当时仍然独立的柏沙卡和德温两个市镇。1939年3月14日，斯洛伐克首次宣布独立，布拉迪斯拉发成为该国的首都。不过这个国家很快就处于纳粹影响之下。在1941–1942年和1944–1945年，新成立的斯洛伐克共和国政府驱逐了布拉迪斯拉发大约15,000名犹太人中的大部分，其中大部分被送进了集中营。布拉迪斯拉发遭到盟军飞机轰炸，1944年被德国军队占领，最后在1945年4月4日被苏联红军占领。第二次世界大战结束时，布拉迪斯拉发的大部分德意志人被德国政府撤走；少数人在战后返回，但是根据贝尼斯法令被没收财产并遭到驱逐。

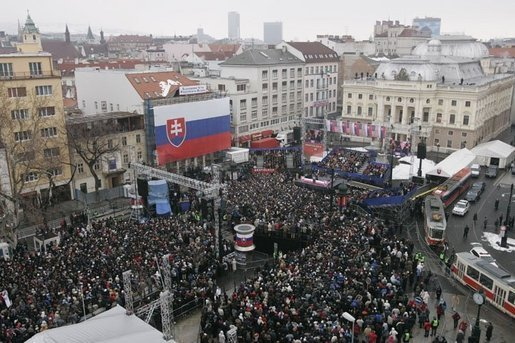
美国总统乔治·沃克·布什和斯洛伐克前总理米库拉什·祖林达在此受到数千群众欢迎

1948年2月共产党在捷克斯洛伐克夺取政权以后，该市成为东方集团的一部分。该市范围有所扩大，人口显著增长，斯洛伐克人的比重也上升到90% 。在共产党统治下，建造了风格统一的大型“样板建筑”高层住宅区，以及一些庄严的新建筑，例如新桥和斯洛伐克广播电台总部，有时，这些建筑破坏了该市的古老风光。
1968年布拉格之春之后，华沙条约集团对该市进行了军事占领。不久之后，该市成为捷克斯洛伐克联邦中斯洛伐克社会主义共和国的首府。1988年，布拉迪斯拉发举行了反对共产党政权的烛光游行。次年，该市又成为促成共产党政权崩溃的天鹅绒革命最著名的中心之一。
1993年天鹅绒分离之后，该市成为新成立的斯洛伐克共和国首都。在1990年代和21世纪初，该市经济由于引进外资而迅速繁荣。该市也主办了一些重要的文化和政治活动，包括乔治·沃克·布什与弗拉基米尔·弗拉基米罗维奇·普京的2005年斯洛伐克峰会。

## 地理

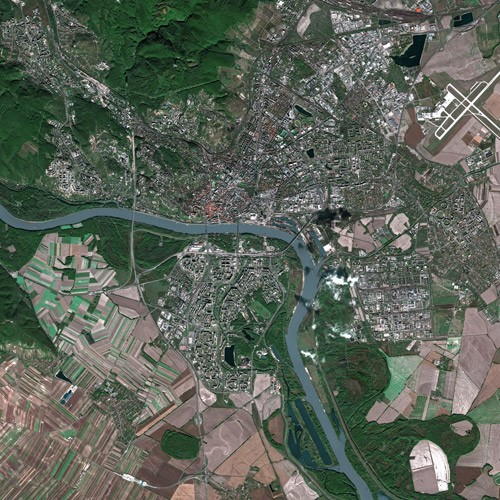
布拉迪斯拉发卫星图像

布拉迪斯拉发坐落在斯洛伐克西南部的布拉迪斯拉发州，地处奥地利和匈牙利的边境，是唯一一个同时与两个国家接壤的首都。它和维也纳同时也是欧洲距离第二近的首都。最近的为罗马和梵蒂冈。它距离捷克共和国边境只有62公里，距离奥地利首都维也纳只有60公里。
该市面积为367.58平方公里，为斯洛伐克面积第2大的城市（仅次于Vysoké Tatry）布拉迪斯拉发横跨多瑙河两岸，多瑙河从西向东南方穿越该市。多瑙河中游盆地就开始于布拉迪斯拉发西部的德温门。该市的其他河流还有：摩拉瓦河，构成该市的西北部边界，在德温汇入多瑙河和小多瑙河，在卡尔洛娃·维斯汇入多瑙河。
喀尔巴阡山脉开始于境内的小喀尔巴阡山。扎霍里耶和多瑙河低地也延伸进入布拉迪斯拉发境内。该市的最低点为多瑙河水面，海拔126米；最高点是德温斯卡·科贝拉，海拔514米。该市平均海拔高度为140米。

### 气候
布拉迪斯拉发地处北温带，属于温带大陆性湿润气候，四季分明。夏季炎热，冬季寒冷潮湿，气候变化剧烈，而且在换季时多风。该市是斯洛伐克最温暖干燥的地区之一。近来，从冬季到夏季或从夏季到冬季的转变速度加快，而秋季和春季变短。降雪的频率则有所降低。该市的部分地段，特别是德温和德文斯卡·诺瓦·维斯，容易受到多瑙河和摩拉瓦河的洪水侵袭，在两岸新建了防洪工程。
| 布拉迪斯拉发      | 布拉迪斯拉发 | 布拉迪斯拉发 | 布拉迪斯拉发 | 布拉迪斯拉发 | 布拉迪斯拉发 | 布拉迪斯拉发 | 布拉迪斯拉发 | 布拉迪斯拉发 | 布拉迪斯拉发 | 布拉迪斯拉发 | 布拉迪斯拉发 | 布拉迪斯拉发 | 布拉迪斯拉发 |
| 月份              | 1月          | 2月          | 3月          | 4月          | 5月          | 6月          | 7月          | 8月          | 9月          | 10月         | 11月         | 12月         | 全年         |
| ----------------- | ------------ | ------------ | ------------ | ------------ | ------------ | ------------ | ------------ | ------------ | ------------ | ------------ | ------------ | ------------ | ------------ |
| 平均高温 °C（°F） | 2 (36)       | 4 (40)       | 10 (51)      | 15 (60)      | 20 (65)      | 23 (75)      | 26 (79)      | 26 (79)      | 21 (71)      | 15 (59)      | 7 (45)       | 3 (38)       | 15 (58)      |
| 平均低温 °C（°F） | −3 (26)      | −2 (28)      | 1 (35)       | 4 (40)       | 9 (49)       | 12 (55)      | 14 (58)      | 13 (57)      | 10 (51)      | 5 (42)       | 1 (34)       | −1 (30)      | 5 (42)       |
| 平均降水量 cm（） | 3 (1.4)      | 4 (1.6)      | 3 (1.5)      | 3 (1.4)      | 5 (2.2)      | 7 (2.8)      | 6 (2.5)      | 6 (2.4)      | 3 (1.5)      | 4 (1.6)      | 5 (2.1)      | 5 (2)        | 58 (23)      |
| 来源：Weatherbase |              |              |              |              |              |              |              |              |              |              |              |              |              |

## 政府

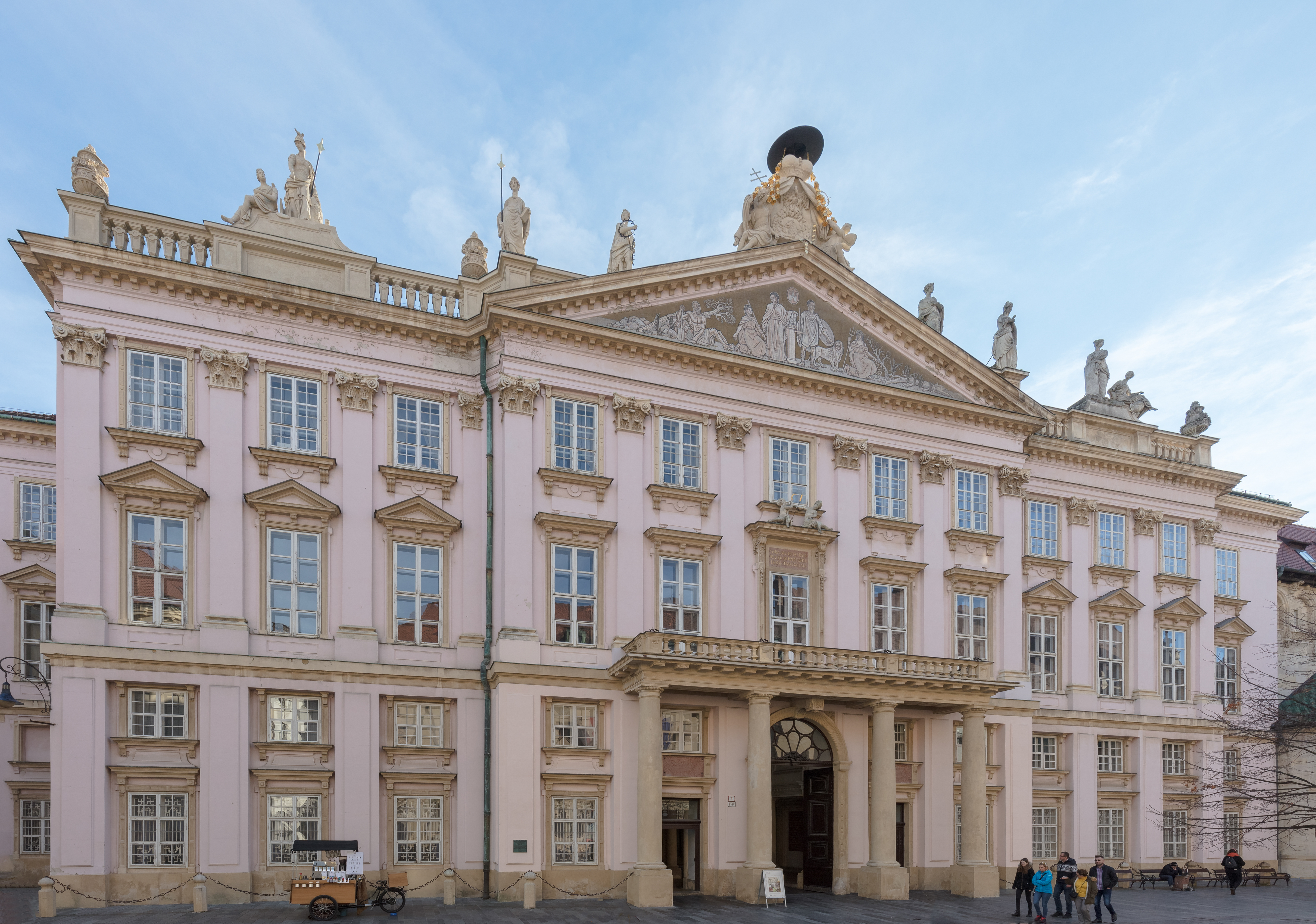
市长驻地总主教府

布拉迪斯拉发是斯洛伐克国会、总统、政府各部、最高法院和中央银行的所在地，同时也是布拉迪斯拉发州的州府（2002年起，还是布拉迪斯拉发自治州）。该市还拥有许多外国大使馆和领事馆。
现任地方政府的结构定型于1990年，由一位市长、市政委员会（Mestská rada）、市议会、多個市委員會（Komisie mestského zastupiteľstva），和地方法官辦公室组成。
市长是该市的最高行政长官，辦公室在总主教府，任期4年。现任市长是馬特斯·瓦洛（Matúš Vallo），2018年12月7日上任。市议会是该市的立法机构，负责政府预算、地方法令、城市规划、道路养护、教育和文化。市议会通常每个月召集一次，45名成员的任期為4年，与市长同期上任。市议会的许多行政功能由市议会的指导下的市政委员会执行。市政委员会有28名成员，包括市长及其副手、自治市市长，和不超過10名的市议会议员。这个委员会是市议会的执行和监督机构，还担任市长顾问的角色。
在行政上，布拉迪斯拉发被分为5个区：布拉迪斯拉发第一区（市中心）、布拉迪斯拉发第二区（东部）、布拉迪斯拉发第三区（东北部）、布拉迪斯拉发第四区（西部和北部）和布拉迪斯拉发第五区（南部多瑙河右岸，包括中欧人口最稠密的居住区柏沙卡）。
处于自治的目的，布拉迪斯拉发被分为17个自治市，每个都有自己的市长  和议会。议员的数目随各自的面积和人口而定。每个自治市与该市的20个“地籍区”相一致，除了2个例外：新城被进一步分为新城和维诺赫拉迪（Vinohrady）2个“地籍区”，而 Ružinov 被分为Ružinov、Nivy 和Trnávka3个“地籍区”。非官方的更细的划分认可这些增加的分区。
|                     | 布拉迪斯拉发的区划（区和自治市） |                 |                      |                 |
| 布拉提斯拉瓦1區     | 布拉提斯拉瓦2區                  | 布拉提斯拉瓦3區 | 布拉提斯拉瓦4區      | 布拉提斯拉瓦5區 |
| 旧城（Staré Mesto） | 魯日諾夫                         | 新城            | 卡爾洛瓦村           | 佩特扎爾卡      |
|                     | 瓦拉庫納                         | 拉察            | 杜布拉夫卡           | 雅羅夫采        |
|                     | 波杜納斯克比斯庫皮策             | 瓦伊諾利        | 拉馬奇               | 魯索夫采        |
|                     |                                  |                 | 德温                 | 丘諾沃          |
|                     |                                  |                 | 卡爾洛瓦村           |                 |
|                     |                                  |                 | 扎霍爾斯卡比斯特里察 |                 |

## 风光与旅游
布拉迪斯拉发市容的特征包括中世纪塔楼和庄严的20世纪建筑，但是在21世纪初的建筑业繁荣中经历了深刻的改变。

### 市区

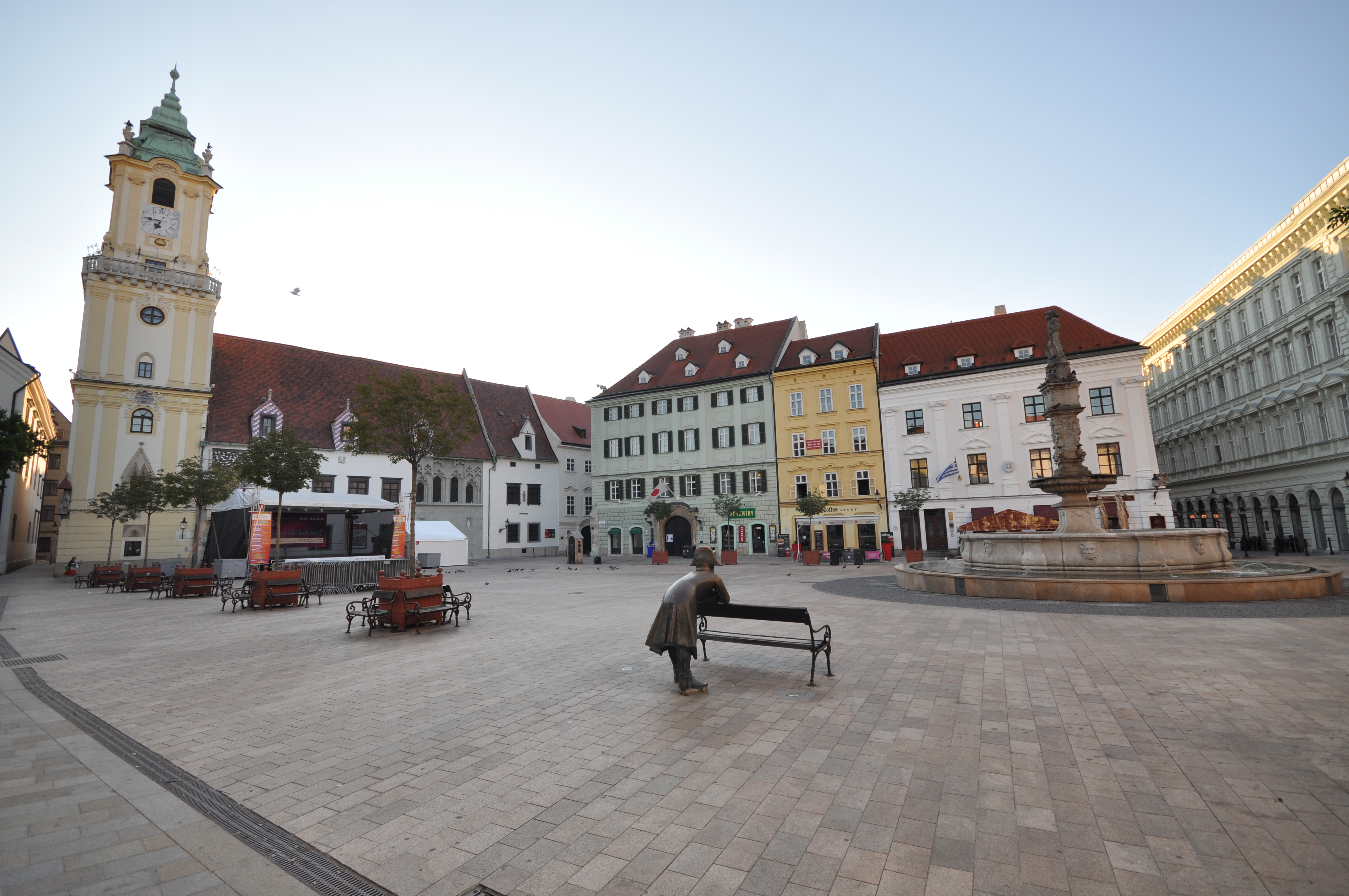
从主广场看旧市政厅

布拉迪斯拉发的大部分历史建筑集中在旧城。旧市政厅是建于14–15世纪的3座建筑的组合，现在是布拉迪斯拉发市立博物馆。圣米哈尔门是该市的中世纪防御工事中唯一一座保存下来的城门，是该市最古老的建筑物；全欧洲最狭窄的房屋就在附近。大学图书馆大楼建于1756年，从1802年到1848年用作匈牙利王国国会。匈牙利改革时期许多重要的立法（例如废除农奴制和创办匈牙利科学院）都是在此制定。

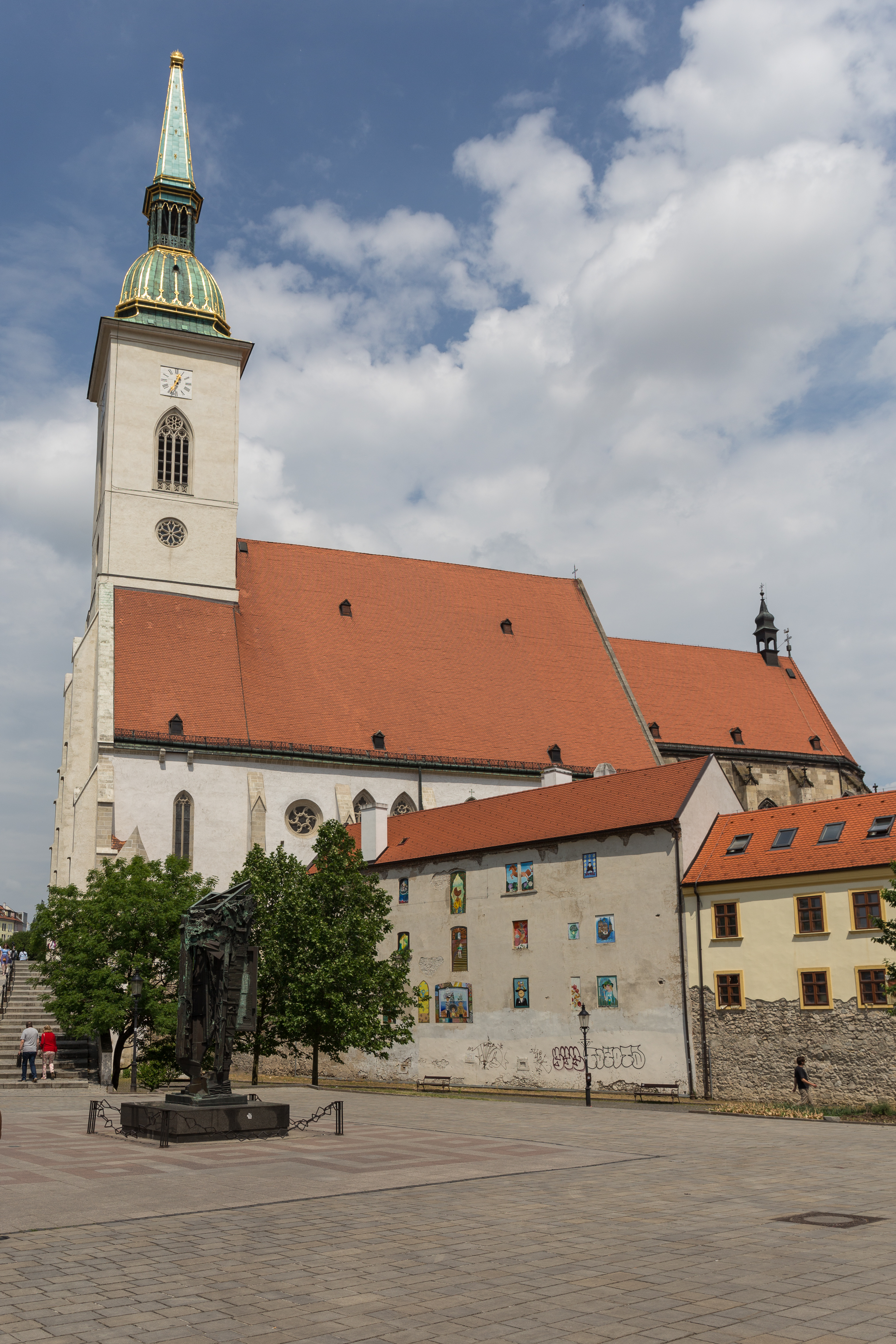
圣马尔定主教座堂

布拉迪斯拉发旧城的特色是拥有许多巴洛克式宫殿。格拉苏尔科维奇宫建于大约1760年，由匈牙利议会领袖格拉苏尔科维奇公爵下令兴建，1996年重建后成为斯洛伐克总统府。斯洛伐克政府则位于昔日的总主教夏宫。1805年，拿破仑在奥斯特里茨战役中获胜后，他和弗朗茨二世两位皇帝的外交官在总主教府内签署了第4次普莱斯堡和约。而一些较小的住宅也深具历史价值：作曲家约翰·尼波默克·胡梅尔就出生在旧城一座18世纪的房屋内。
该市最著名的教堂是哥特式的圣马丁主教座堂建于13到16世纪，在1563年到1830年之间充当匈牙利王国的加冕教堂。方济各会教堂可以追溯到13世纪，是行封爵礼仪的地点，也是该市保存下来最古老的宗教建筑。圣伊丽莎白教堂，由于其颜色通常称为蓝教堂，完全是新艺术运动风格。
犹太公墓的地下重建部分（过去在地面）是一项奇迹，19世纪的犹太教拉比摩西·索法安葬于此，它位于城堡山下，靠近电车隧道的入口。布拉迪斯拉发唯一的军人公墓是斯拉溫（Slavín），1960年揭幕，纪念从德国军队手中解放布拉迪斯拉发时阵亡的苏联红军士兵。这里也是欣赏该市和小卡尔巴阡山风光的绝佳地点。
20世纪的著名建筑物还有多瑙河上的新桥（Nový Most，有飞碟状的餐馆）、斯洛伐克广播电台的倒金字塔形的总部、设计独特的 Kamzík 电视塔（瞭望平台和旋转餐厅）。在21世纪初，新建的高大建筑物改变了传统的城市风光。在建筑业热潮中出现了大批新建的公共建筑，例如阿波罗桥和斯洛伐克国家剧院的新建筑，以及大批私营的房地产开发项目。

### 布拉迪斯拉发城堡

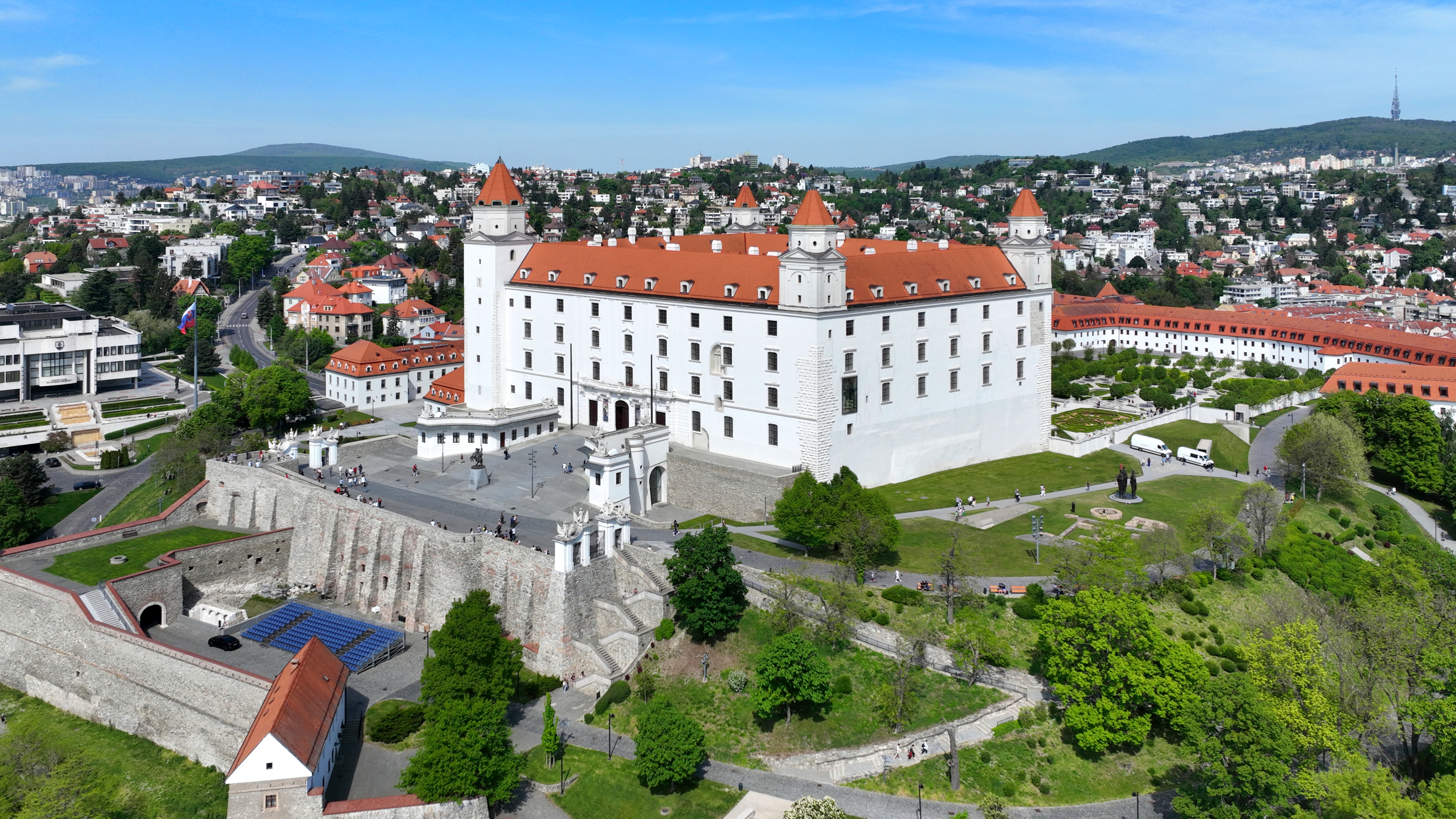
布拉迪斯拉发城堡

布拉迪斯拉发城堡是该市最显著的建筑物之一，位于多瑙河岸边一处85米高的高地上。城堡山曾经是凯尔特人城镇的卫城、罗马帝国边墙的一部分、巨大的斯拉夫人的防御居民点，以及达摩拉维亚的政治、军事和宗教中心。直到10世纪，匈牙利王国时期，此处建造了一座石头城堡。这座城堡在1430年改建为反对胡斯运动的哥特式堡垒。1562年又改为文艺复兴风格，1649年再次重建时改为巴洛克风格。在玛丽娅·特蕾西娅统治时期，这座城堡成为尊贵的皇家驻地。1811年，这座城堡被摧毁，成为废墟，直到1950年代重建，大体上恢复了玛丽娅·特蕾西娅时期的风格。

### 德温城堡
德温城堡位于德温，久已荒废，最近得到修复。在构成奥地利和斯洛伐克边境的摩拉瓦河注入多瑙河处的岩石顶部。这是斯洛伐克最重要的考古遗址之一，包括一个展示其历史的博物馆。由于其战略位置，德温城堡是大摩拉维亚和早期匈牙利一个极为重要的边境城堡。1809年，它被拿破仑的军队摧毁。它是斯洛伐克和斯拉夫人历史的重要标志。

### 魯索夫采
鲁索夫采宅邸及其英国公园，位于鲁索夫策。这所宅邸最初建于17世纪，在1841–1844年变成了英国哥特复兴式样。鲁索夫策还以罗马军营的废墟各鲁拉塔著称。各鲁拉塔是罗马帝国的边境防御体系罗马边墙的一部分，建造和使用是在公元1到4世纪。

### 公园与湖泊

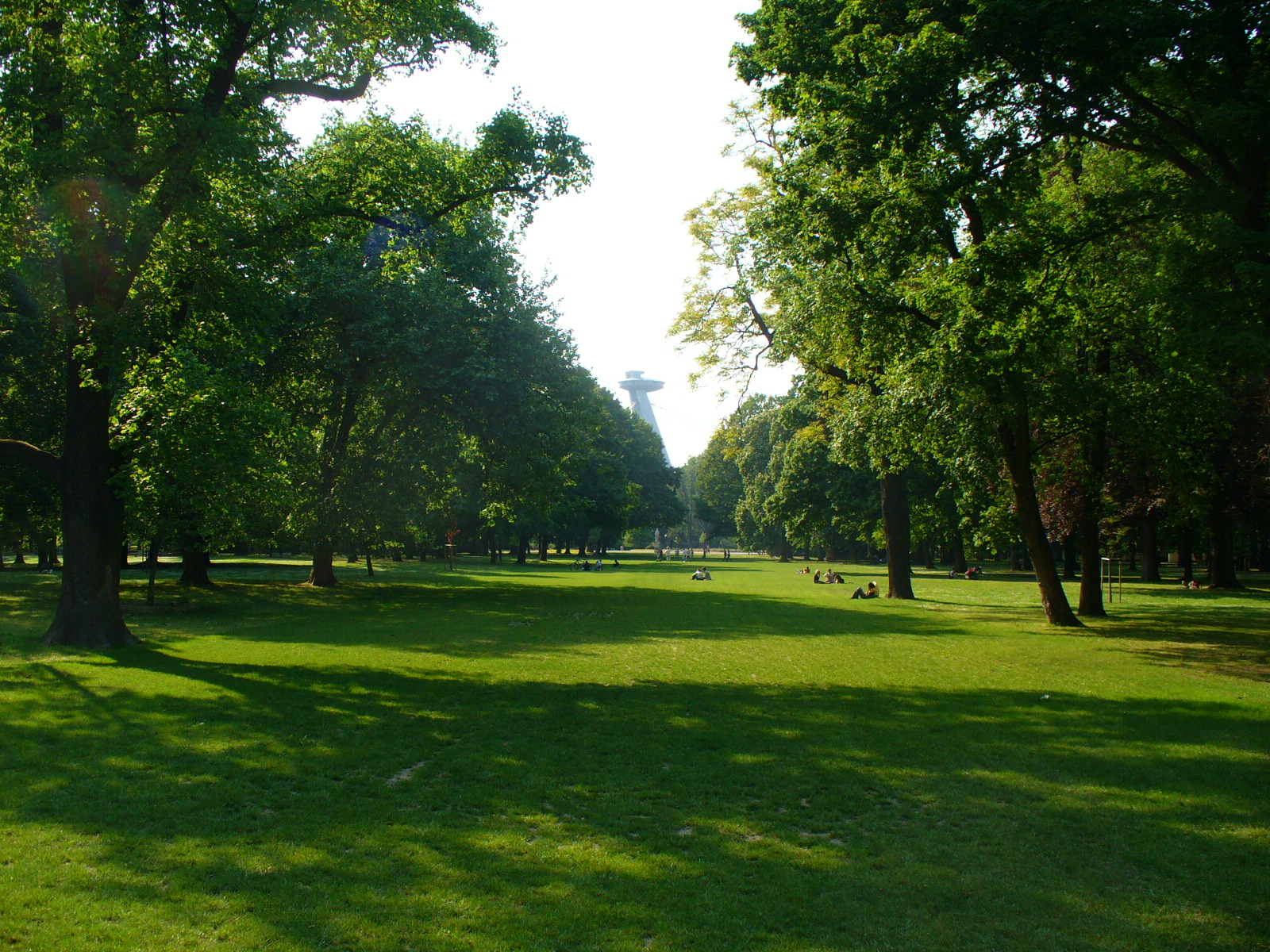
柏沙卡的扬克·克拉尔公园

由于布拉迪斯拉发地处小喀尔巴阡山山麓，而多瑙河漫滩上又有许多水滨植物，森林一直逼近该市的市中心。公共绿地的总面积达到46.8平方公里，人均达到110平方米。最大的城市公园是旧城的山地公园（Horský park）。布拉迪斯拉发森林公园（Bratislavský lesný park）位于小喀尔巴阡山，包括许多受到游客称赞的地点，例如Železná studienka和Koliba。森林公园的面积达到27.3平方公里，其中96% 为森林，其中的野生动植物包括欧洲獾、红狐、ouflon等。在多瑙河右岸的柏沙卡，有1774到1776年创建的扬克·克拉尔公园。计划将在柏沙卡的Malý Draždiak 湖与Veľký Draždiak湖之间开辟一个新的公园。
布拉迪斯拉发动物园位于Mlynská dolina，邻近斯洛伐克电视台的总部。这座动物园创建于1960年，目前拥有152种动物，包括稀有的白狮和白虎。植物园隶属于夸美纽斯大学，坐落在多瑙河畔，拥有来自国内外的超过120 种类的植物。
该市拥有许多天然的和人工的湖泊，其中大多数都用作休闲目的，例如Ružinovde的 Štrkovec 湖、新城的Kuchajda湖、东北部的Zlaté Piesky湖和Vajnory湖，南部的鲁索夫策湖，后者欢迎裸泳者。

### 旅游

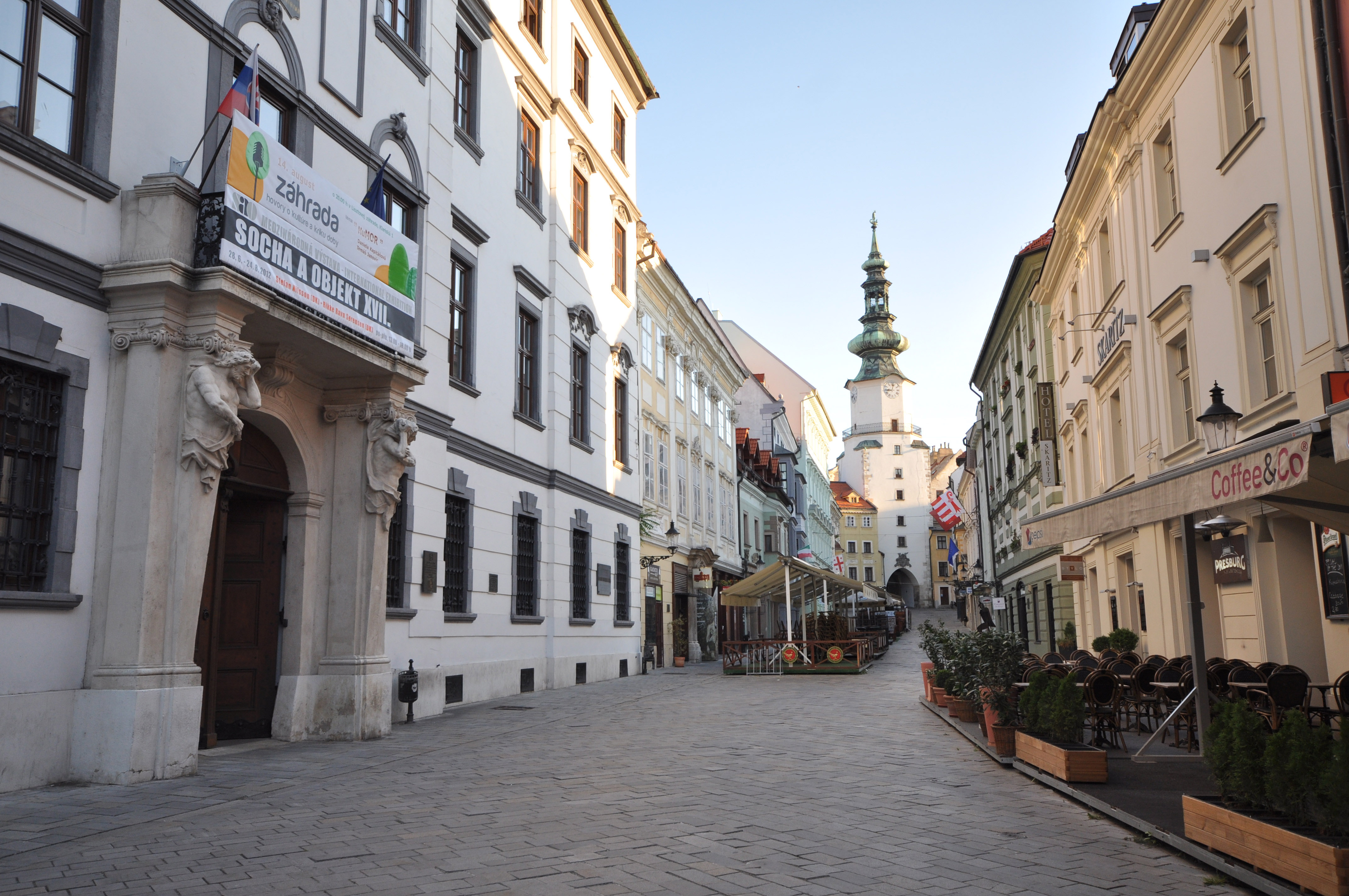
布拉迪斯拉發钟楼

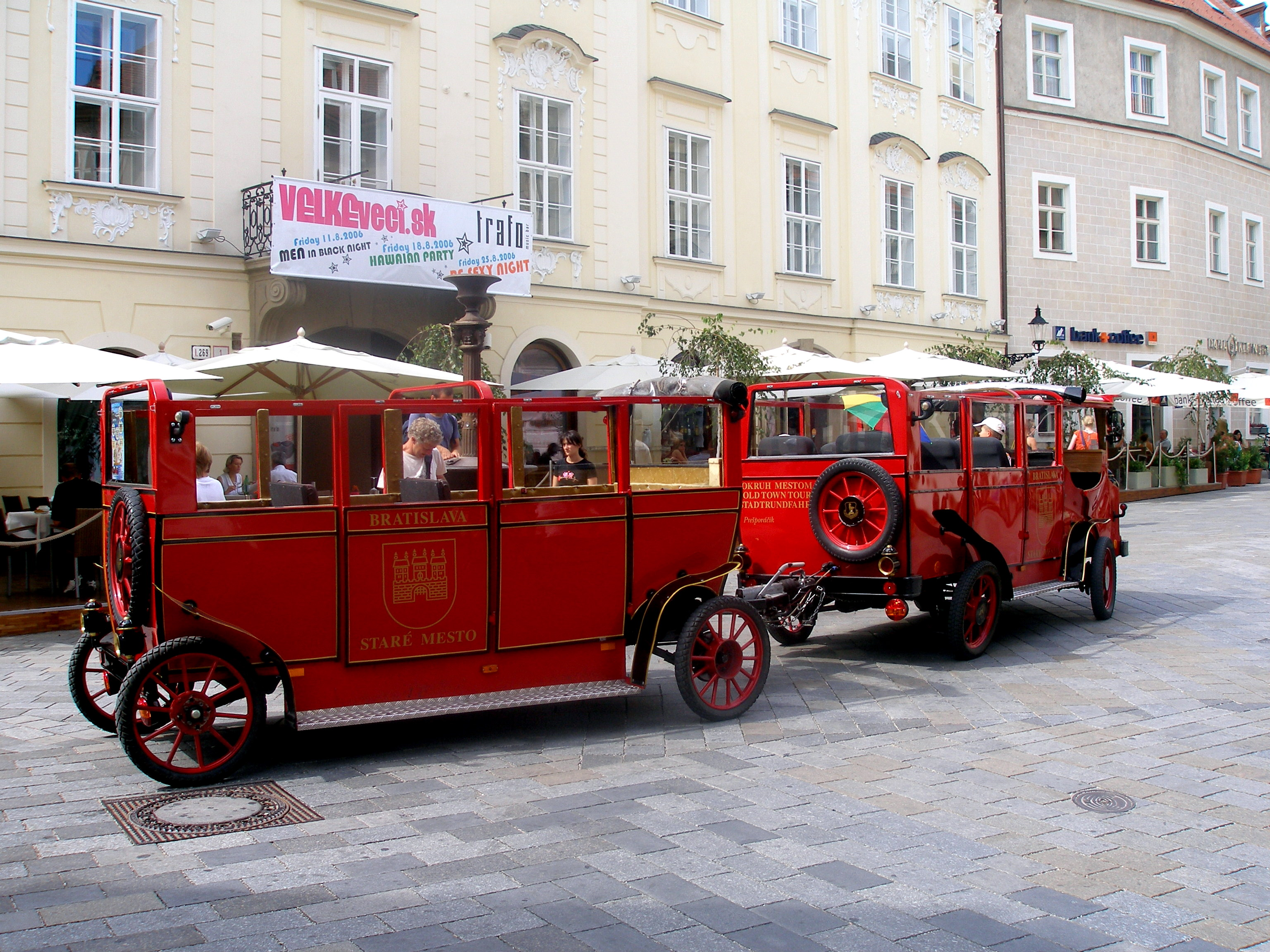
旧城的旅游火车

2006年，布拉迪斯拉发拥有 77处商业性短期居住设施（其中 45处是酒店），总计容量达到9,940个床位。总计有686,201名游客在该市过夜，其中454,870 人来自外国。过夜游客共计达 1,338,497 人次。不过，相当比例的游客对布拉迪斯拉发的访问只限于一日游，其确切数字尚不清楚。数量最多的外国游客来自捷克共和国、德国、英国、意大利、波兰和奥地利。
另一方面，廉价航空公司，特别是基地位于布拉迪斯拉发的SkyEurope公司的发展，为布拉迪斯拉发带来了明显的单身派对，主要是来自英国。虽然这为该市的旅游业带来了好处，但是文化差异和带来的破坏已经引起当地官员的忧虑。

## 人口
| 2001年人口统计 |         |            |         |
| 区             | 人口    | 民族       | 人口    |
| 全市           | 428,672 | 斯洛伐克人 | 391,767 |
| 第一区         | 44,798  | 匈牙利人   | 16,541  |
| 第二区         | 108,139 | 捷克人     | 7,972   |
| 第三区         | 61,418  | 德意志人   | 1,200   |
| 第四区         | 93,058  | 摩拉维亚人 | 635     |
| 第五区         | 121,259 | 克罗地亚人 | 614     |

该市从起源到19世纪，德意志人一直是占优势的民族。但是，在1867年奥匈和解之后，开始了大规模的马扎尔化进程，到第一次世界大战结束时，普莱斯堡的人口中已经有40%是以匈牙利语为母语，42%以德语为母语，15% 以斯洛伐克语为母语。1918年捷克斯洛伐克共和国建国后，布拉迪斯拉发仍然是一个多民族的城市，但是民族构成的比重发生了变化。该市斯洛伐克人和捷克人的比重增加，而德意志人和匈牙利人的比重下降。到 1938年，59% 的人口是斯洛伐克人和捷克人，德意志人占人口的 22% ，匈牙利人占人口的 13%。1939年斯洛伐克第一共和国成立，又带来了一些新的变化，最突出的是驱逐了许多捷克人和犹太人。1945年，大部分德意志人撤离，或者在捷克斯洛伐克復国后，和匈牙利人一起，以曾与纳粹合作的罪名被逐出该市。。
从此该市获得了明显的斯洛伐克特征。数百名公民在1950年代的镇压中遭到驱逐，以达到用无产阶级来取代“反动派”人口的目的。自1950年代以后，斯洛伐克人成为该市的优势民族，占人口总数的大约90%。

## 经济

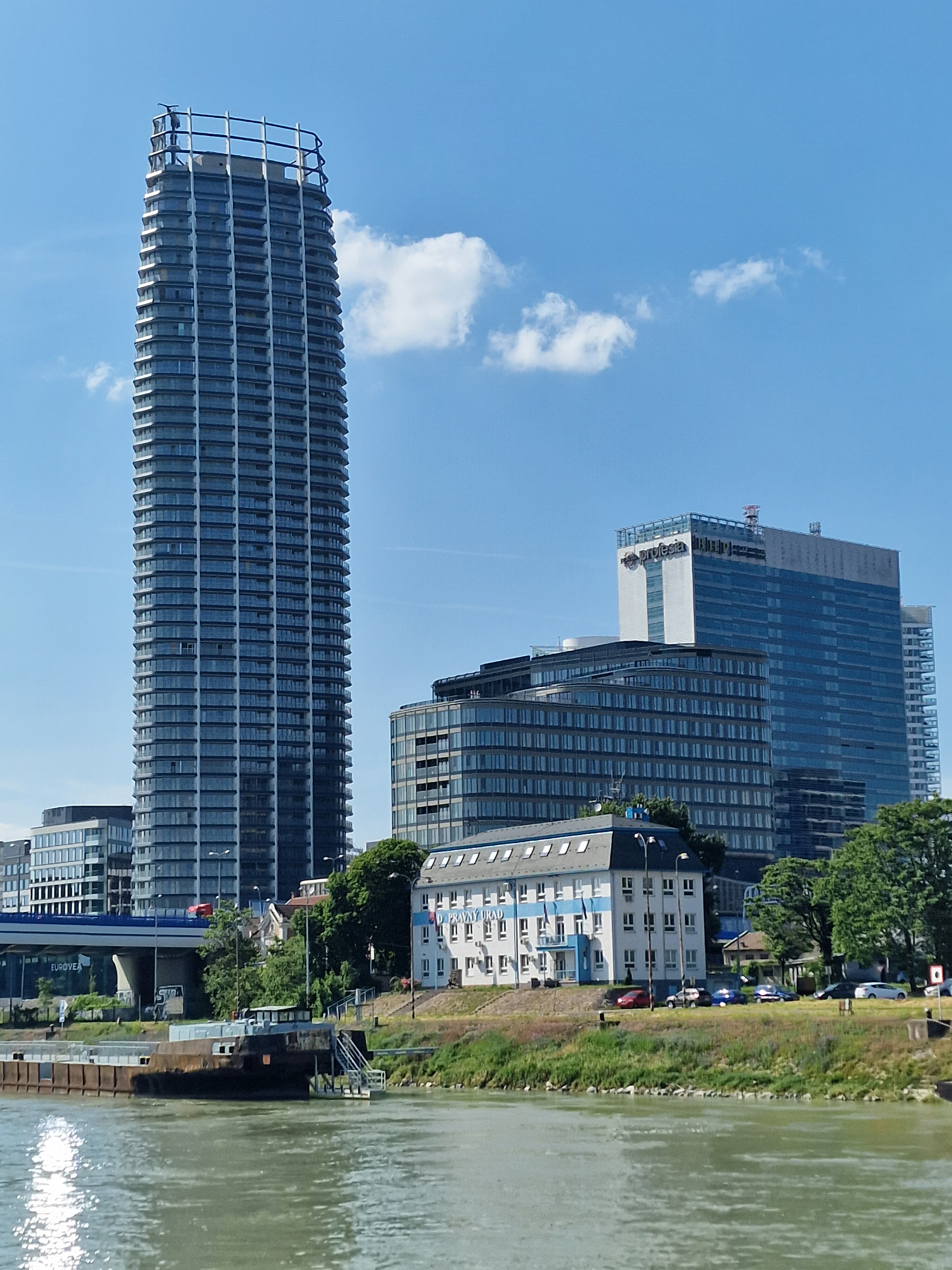

布拉迪斯拉发州是斯洛伐克最富裕、经济最繁荣的地区，虽然它在斯洛伐克的8个州中面积最小，人口也排名倒数第2，但是却占到斯洛伐克全国GDP的26%，人均GDP（购买力平价）为41,800欧元（2009年），达到欧盟平均值的178%，在欧盟新成员国的所有地区中排名第5。
2007年12月，布拉迪斯拉发的失业率为1.83%。许多政府机构和私营公司将总部设在布拉迪斯拉发。布拉迪斯拉发人口中超过75% 的人口从事服务业，主要包括贸易、银行业、信息技术、电信和旅游业布拉迪斯拉发证券交易所（BSSE）于1991年3月15日成立。
1991年，大众汽车在布拉迪斯拉发建立了一个工厂（Volkswagen Slovakia），并在1992开始生产第一辆汽车。目前，其生产集中于运动型多用途车，占总产量的68% 。大众途锐在布拉迪斯拉发生产，保时捷卡宴和奥迪Q7部分在此生产。
近年来，服务业和高科技导向的产业在布拉迪斯拉发兴旺发达。许多跨国公司，包括IBM、戴尔、联想集团、美国电话电报公司、SAP和埃森哲公司在此建造或计划建立采购和服务中心。跨国公司大量涌入的原因有：靠近西欧、熟练的劳动力和大学和研究机构的高度密集。其他总部设在布拉迪斯拉发的大公司有斯洛伐克电信、Orange 斯洛伐克、斯洛伐克 sporiteľňa、Tatra banka、Doprastav、惠普斯洛伐克、Slovnaft、Henkel、斯洛伐克 plynárenský priemysel、Kraft Foods、Whirlpool 公司、Železnice 斯洛伐克和特易购斯洛伐克。

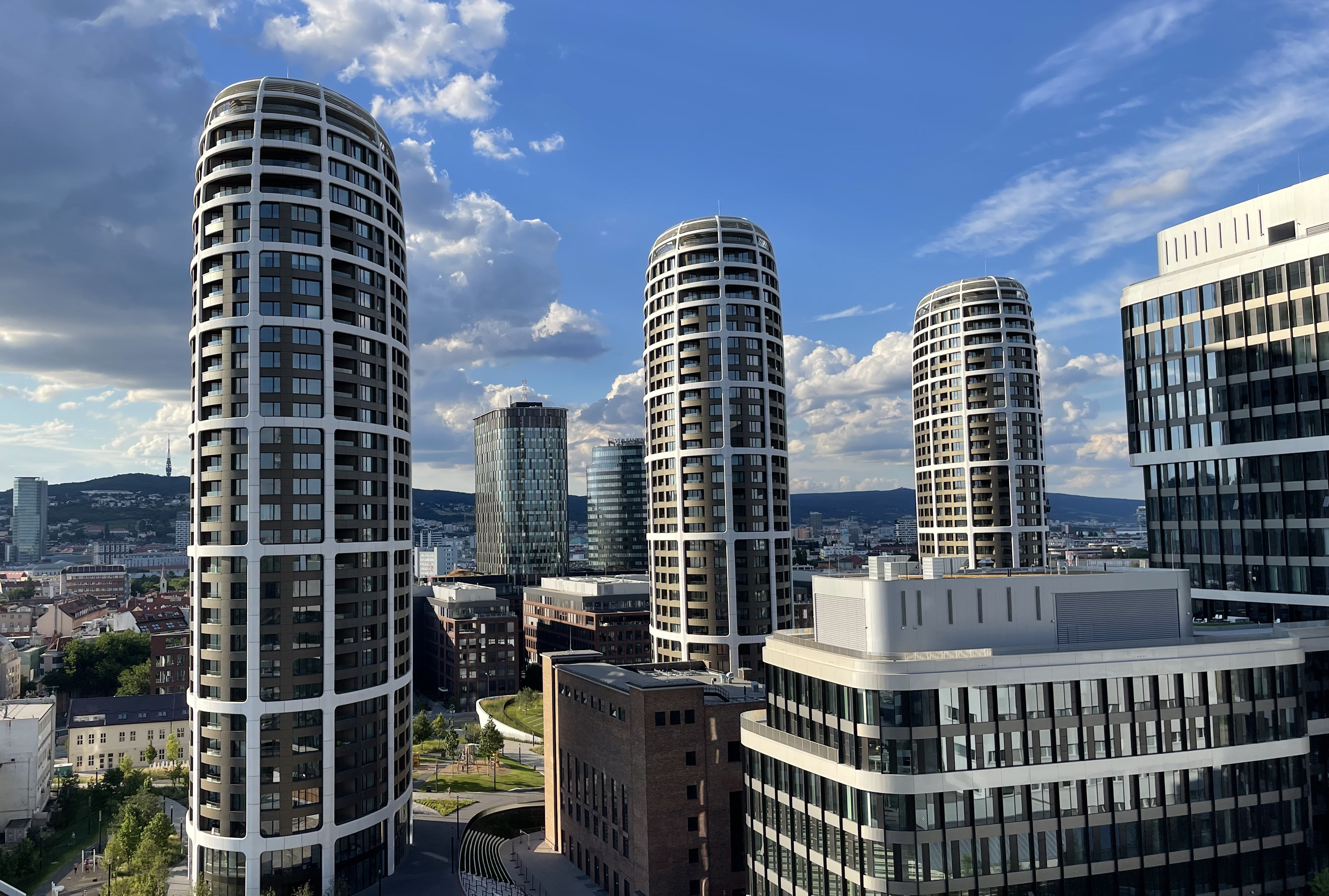
商业区的高层建筑

21世纪初，斯洛伐克经济的强劲增长带来了建筑业的繁荣，在布拉迪斯拉发已经完成或正在计划一些重要工程。吸引开发商的区域包括多瑙河河滨，那里有2个主要工程正在建造：河流公园；旧城；以及邻近阿波罗桥的 Eurovea。其他有待发展的地区包括火车和汽车总站附近地区、旧城附近过去的工业区、柏沙卡区、新城以及 Ružinov。到2010年，预计投资者将花费12亿欧元用于新建项目。
该市的预算大约为60亿斯洛伐克克朗（1.82亿欧元，2007年），五分之一用于投资。布拉迪斯拉发市直接管理17个公司，例如，在公共交通公司、垃圾处理公司等。该市办理的市政机构还有市警察局、市博物馆和布拉迪斯拉发动物园。

## 文化
布拉迪斯拉發是斯洛伐克的文化中心。由於其歷史性的多元文化特徵，當地文化受到各種民族的影響，包括德意志人、斯洛伐克人、匈牙利人和猶太人。布拉迪斯拉發擁有眾多的劇院、博物館、美術館、音樂廳、電影院、電影俱樂部、和外國文化機構。

### 表演藝術

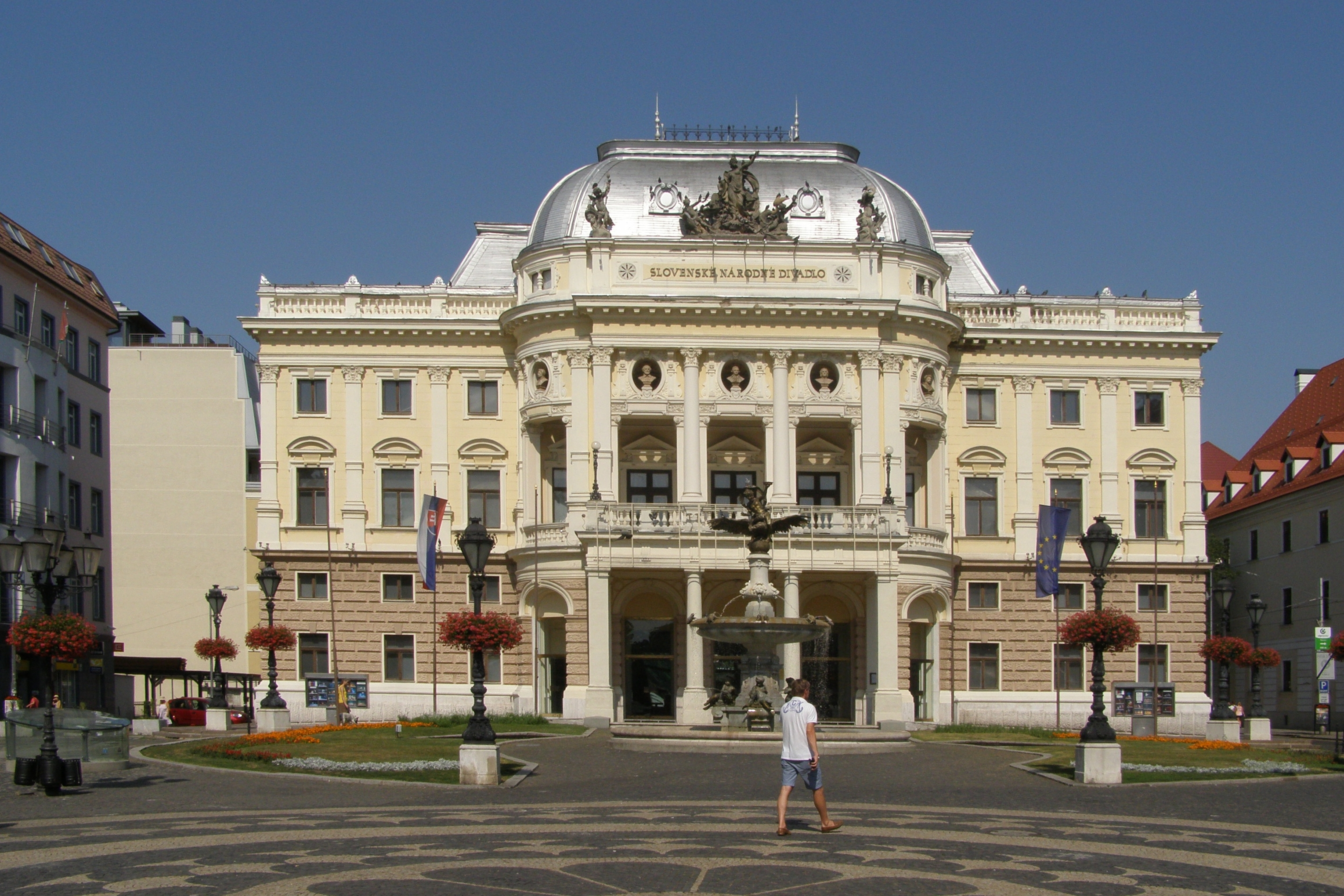
斯洛伐克國家劇院舊樓

布拉迪斯拉發是斯洛伐克國家劇院的所在地，該劇院包括2座建築，舊樓是一座文藝復興風格的建築，位於舊城赫维兹多斯拉夫廣場的頂端。新樓開放於2007年，坐落在多瑙河河畔。這個劇院有3個部分：歌劇、芭蕾舞和戲劇。較小的劇院有布拉迪斯拉發木偶劇院、競技場劇院和L+S 攝影棚等。
18世紀，布拉迪斯拉發的音樂繁榮起來，並且與維也納的音樂生活關係密切。沃爾夫岡·阿馬多伊斯·莫扎特在6歲時訪問該市。曾經訪問該市的其他著名作曲家還有弗朗茨·約瑟夫·海頓、弗朗茨·李斯特、巴托克·貝拉和路德維希·范·貝多芬，後者在第一次訪問布拉迪斯拉發時演奏了他的《莊嚴彌撒》。这里也是作曲家約翰·尼波默克·胡梅爾和彼得·馬哈伊迪克的出生地。
布拉迪斯拉發擁有斯洛伐克交響樂團。該市舉辦一些年度節慶活動，例如布拉迪斯拉發音樂節和布拉迪斯拉發爵士樂日。威爾遜節自2000年起每年舉辦，每年給該市帶來很多國際音樂活動。在夏季，舉行各種音樂活動是布拉迪斯拉發文化之夏的一部分。除了音樂節慶活動以外，可能會聽到從地下到知名 pop 明星的各種音樂。

### 博物館與美術館

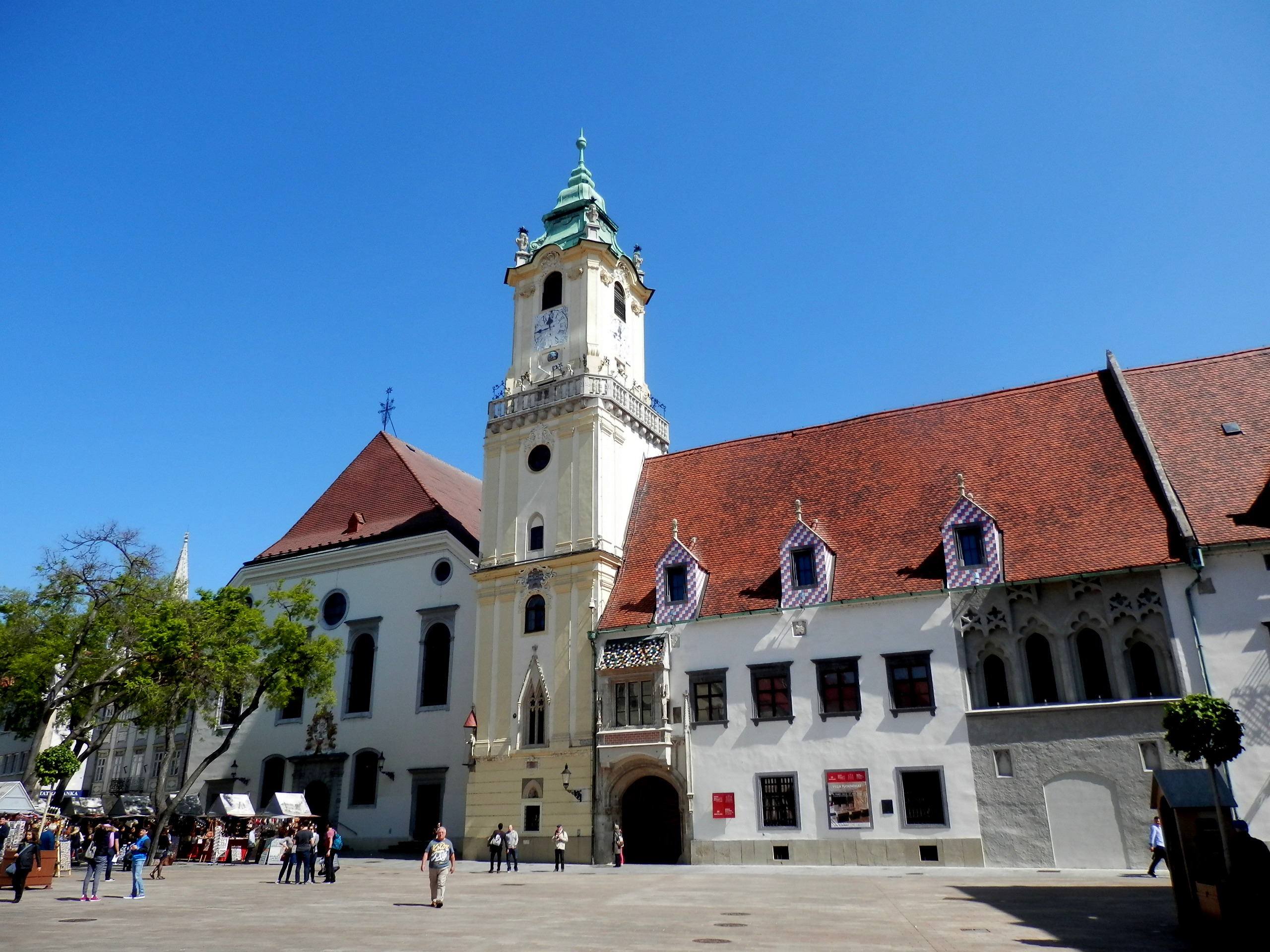
布拉迪斯拉發市立博物館

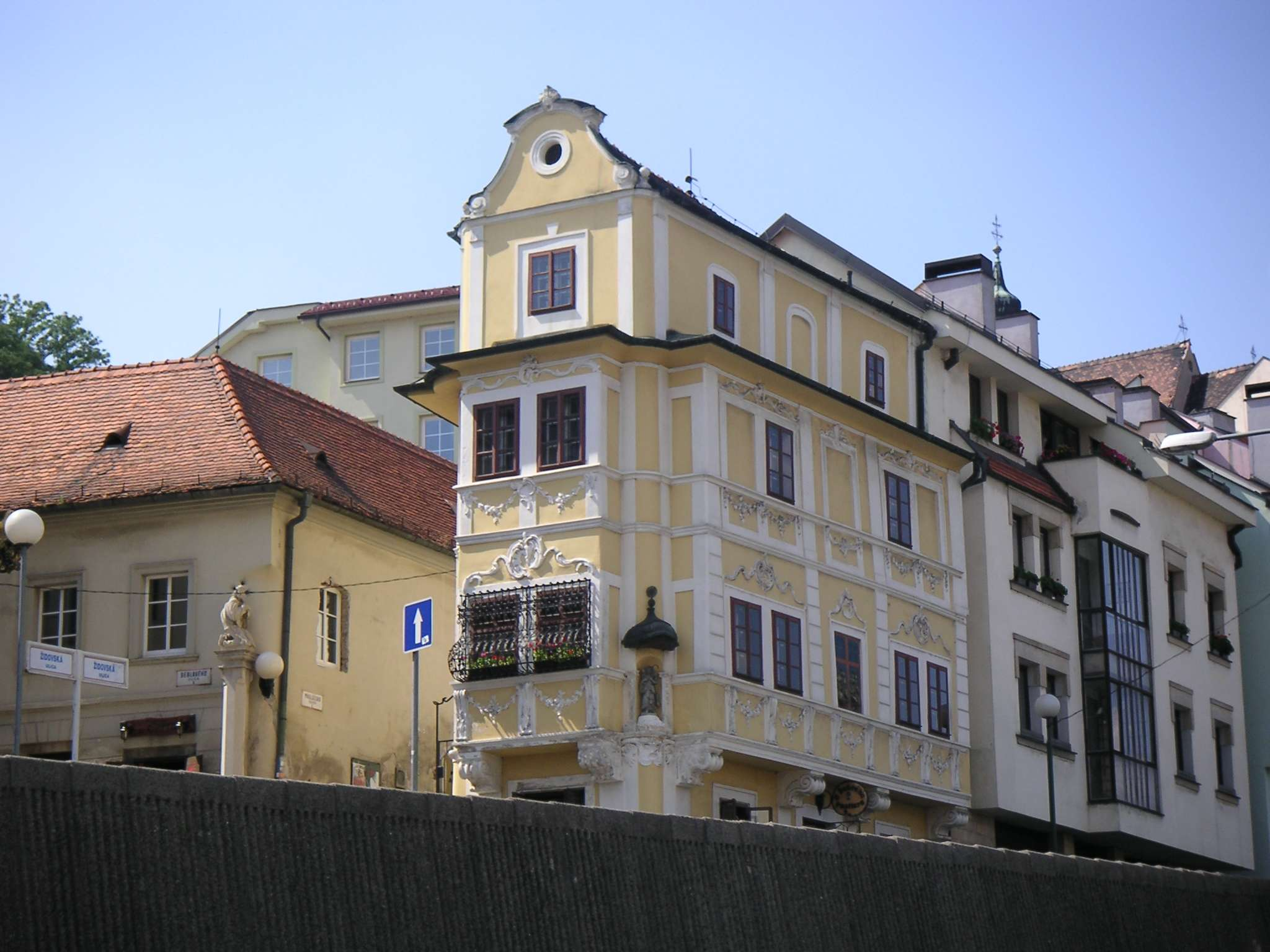
洛可可风格的好牧人之House，内设钟表博物馆

斯洛伐克國家博物館成立於1961年，它設在布拉迪斯拉發的總部位於舊城的河濱地區，近旁是它的分部之一自然史博物館。它是斯洛伐克最大的博物館和文化機構。這個博物館包括16個專門博物館。布拉迪斯拉發市立博物館成立於1868年，是斯洛伐克連續開放的最古老的博物館。其主要目標是用歷史學和考古學收藏品，以編年方式表現布拉迪斯拉發遠古以來各個時期的歷史。它在8個專門博物館提供固定展出。
斯洛伐克國家美術館成立於1948年，在斯洛伐克形成廣闊的美術館網絡。它在布拉迪斯拉發的2個展館位於舊城的多瑙河河畔，互相毗鄰的埃斯特哈齐宮和水軍營（Vodne kasarne）。布拉迪斯拉發市立美術館成立於1961年，是斯洛伐克第2大美術館。這座美術館在舊城的Palffy 宮和Mirbach 宮提供固定展覽。多瑙河美術館是歐洲最年輕的美術館之一，鄰近Čunovo 自來水廠。

### 媒體

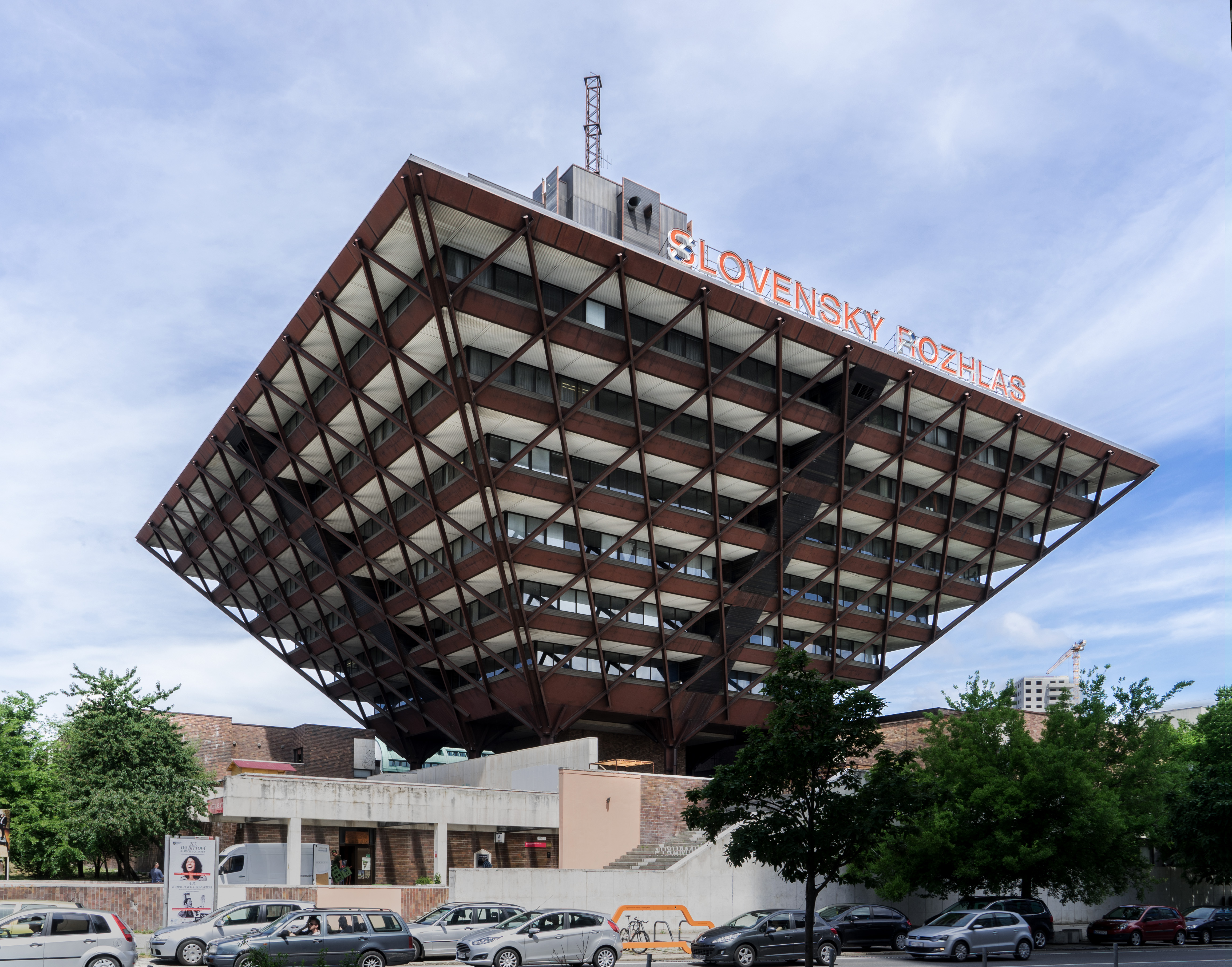
斯洛伐克廣播電台總部大樓

作為斯洛伐克的首都，布拉迪斯拉發擁有許多國家和地方的媒體。立足於該市的著名電視台有斯洛伐克電視台、Markiza、JOJ和TA3。斯洛伐克廣播電台坐落在市中心，而斯洛伐克的許多商業電台也立足於該市。立足於該市的全國性報紙有SME 、Pravda 、Novy čas、Hospodarske noviny和英文報紙《斯洛伐克觀察家》（The Slovak Spectator）。2個通訊社在此設立總部：斯洛伐克共和國通訊社（TASR）和斯洛伐克通訊社（SITA）。

### 體育
布拉迪斯拉發有多種體育運動和體育俱樂部都有悠久的傳統，許多俱樂部參加斯洛伐克和國際性的俱樂部聯合會與比賽。
布拉迪斯拉发斯拉夫人队成立於1919年，其主場位於特赫爾內·波萊球場。斯拉夫人队是斯洛伐克歷史上最成功的足球俱樂部，是唯一一支贏得歐洲足球比賽歐洲優勝者杯的前捷克斯洛伐克球隊（1969年）。
彼得沙尔卡1898是布拉迪斯拉發最古老的足球俱樂部，成立於1898年，主場位於柏沙卡體育場。另一個來自該市的著名俱樂部是布拉迪斯拉發國際隊，成立於1945年，主場位於 Pasienky體育場，目前參加斯洛伐克第五組的比賽。

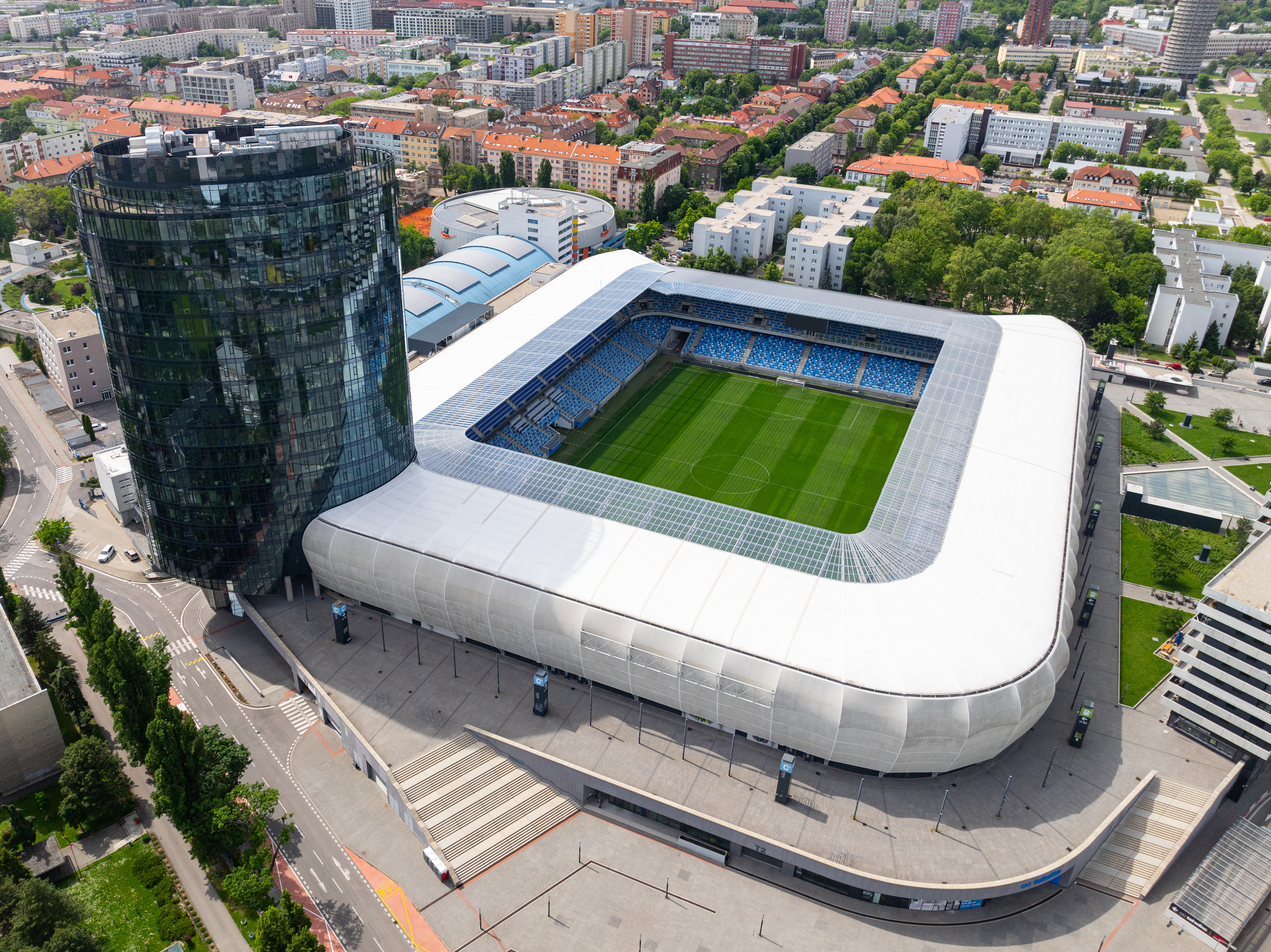
新城的特赫爾內·波萊球場，布拉迪斯拉發斯拉夫人足球俱樂部的主場

布拉迪斯拉發擁有3個冬季體育場館：內佩拉冬季運動場、Dzurilla冬季運動場和Dubravka冬季運動場。斯洛雲冰球隊代表布拉迪斯拉發參加KHL。三星體育場是內佩拉冬季運動場的一部分，是斯洛華的主場。1959年和1992年的世界冰球錦標賽都在布拉迪斯拉發舉行，2011年男子世界冰球錦標賽將在布拉迪斯拉發和科希策舉行，為此計劃修建一個新場館。
Čunovo Water 體育中心是一個激流迴旋和漂流區域，鄰近Gabčikovo 水壩。該中心每年會舉辦一些國際和全國的獨木舟和皮艇比賽。在布拉迪斯拉發擁有一些皮划艇俱樂部。
國家網球中心，包括Sibamac 競技場，舉辦各種文化、體育和社會活動。在此曾舉行過戴維斯杯的各種比賽，包括2005年戴維斯杯的決賽。該市代表隊進入了斯洛伐克男子和女子籃球、女子手球和排球，以及男子水球的頂級聯盟。德温–布拉迪斯拉發國家賽跑是斯洛伐克最古老的體育賽事，自2006年起，每年舉辦一次布拉迪斯拉發市馬拉松賽。在柏沙卡有一個賽馬場，此處定期舉行賽馬、賽狗和狗展。

## 教育与科学

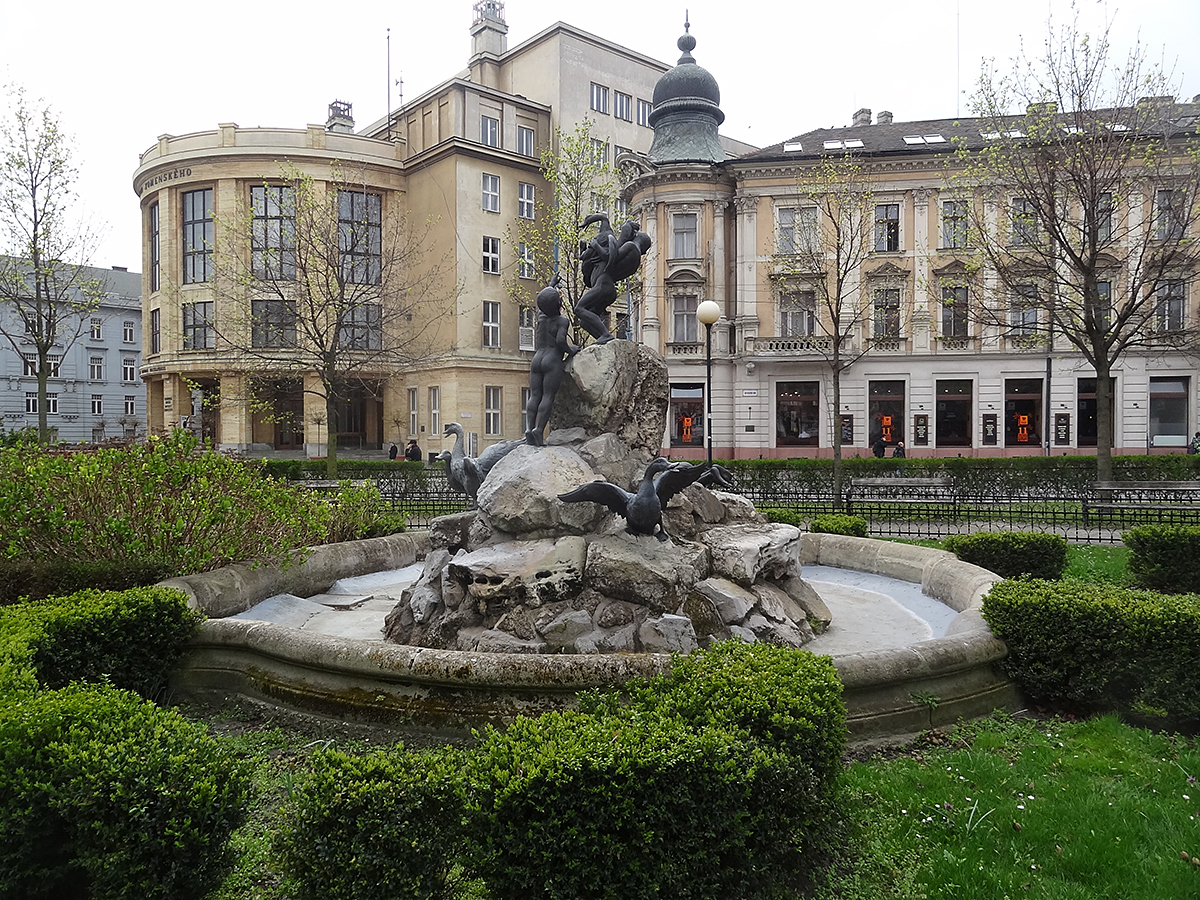
夸美纽斯大学

布拉迪斯拉发和今天的斯洛伐克境内第一所大学是伊斯特罗波利坦大学，1465年由国王马加什一世创立，但是在1490年他去世后即关闭。布拉迪斯拉发拥有斯洛伐克最大的大学（布拉迪斯拉發誇美紐斯大學，27,771名学生）、最大的理工大学（布拉迪斯拉发理工大学，18,473名学生），和最古老的艺术学校（布拉迪斯拉发表演艺术学校和布拉迪斯拉发美术设计学校）。高等教育机构还有公立的布拉迪斯拉发财经大学和斯洛伐克第一所私立大学西雅图城市大学。总计共有56,000 名大学生在该市求学。
该市有65所公立小学、9所私立小学和10所教会小学。总计共有 25,821 名学生。该市的中等教育系统包括39所文法中学，有16,048名学生，37所专门中学，有10,373名学生，以及27所职业学校，有8,863名学生（2007年）。
斯洛伐克科学院也设在布拉迪斯拉发。不过，该市是少数几个既没有天文台又没有天文馆的欧洲首都之一。最近的天文台位于30公里外的摩德拉，而最近的天文馆则设在70公里外的赫洛霍维茨。中欧新技术园区（CEPIT）计划联合公立和私立的研究与教育机构，预期在2008年开始建造。

## 交通

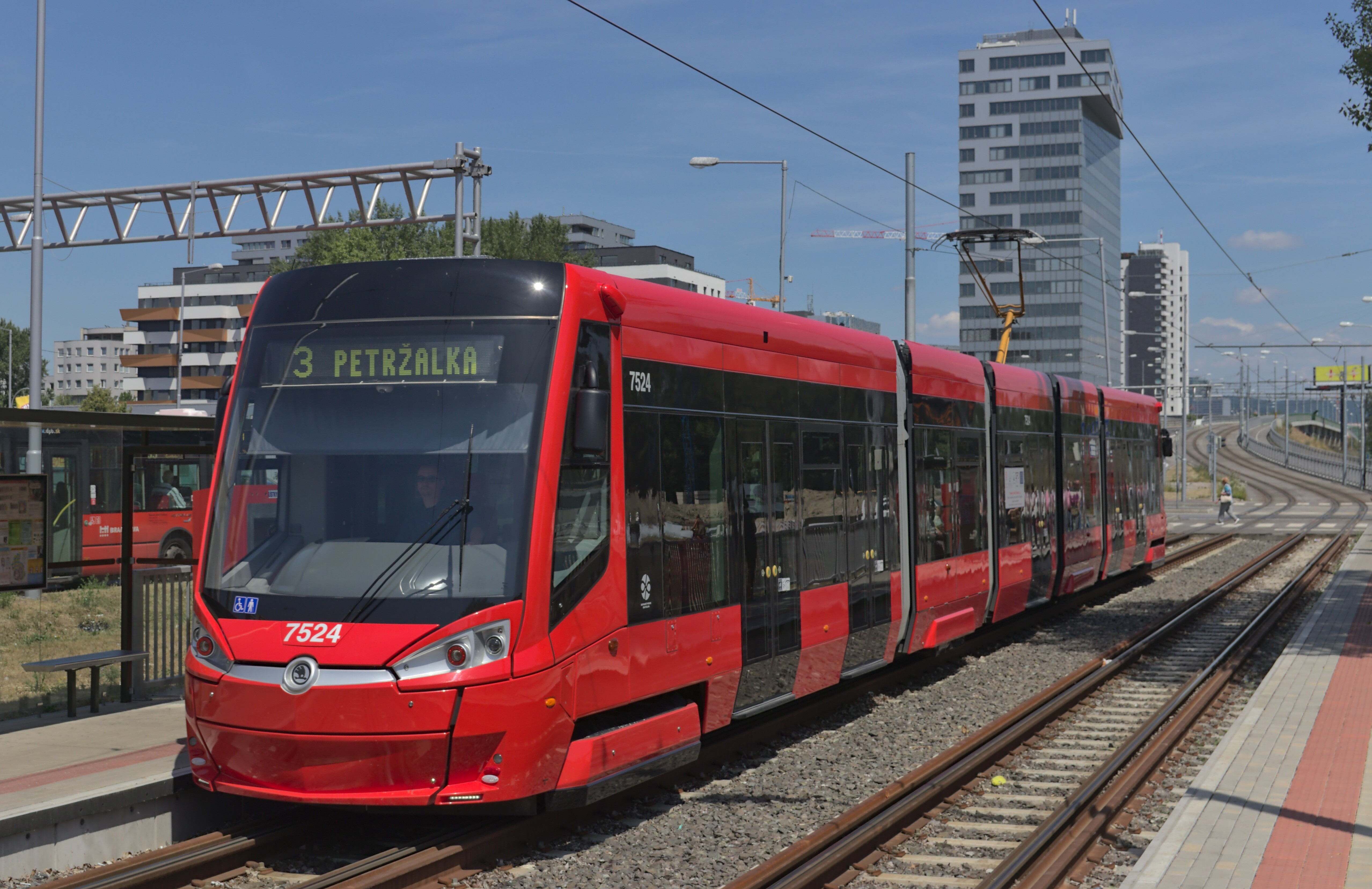
Škoda 30 T

布拉迪斯拉发的地理位置位于欧洲中部，使其成为国际贸易天然的十字路口。
布拉迪斯拉发的公共交通由公营的Dopravný podnik Bratislava公司（直译为布拉迪斯拉发公共交通公司）经营，交通系统称为市政公共交通（Mestská hromadná doprava，MHD），使用公共汽车、有轨电车和无轨电车。一项增加的服务称为“布拉迪斯拉发综合交通”（Bratislavská integrovaná doprava），连接市内的火车和公共汽车线路。
作为铁路枢纽，该市可直达奥地利、匈牙利、捷克共和国，和斯洛伐克其余地区。布拉迪斯拉发还计划建造铁路、公路、内河运输多式联运中转站，是斯洛伐克构建中欧陆海快线的重要一环。预计2025年建成。
高速公路系统可直达捷克共和国的布尔诺、斯洛伐克的特尔纳瓦等地，和匈牙利布达佩斯。布拉迪斯拉发与维也纳之间的A6高速公路开通于2007年11月。布拉迪斯拉发港有经过多瑙河到达黑海和经过莱茵–美茵–多瑙运河到达北海的航线。M·R·斯特法尼科机场位于市中心东北方9公里，2007年运送了202.4万名乘客。
由于最大的布拉迪斯拉发机场距离维也纳只有65公里，运输客源和货运受到很大影响。2019年斯洛伐克布拉迪斯拉发机场旅客吞吐量为229万人次。

### 图片
- 布拉迪斯拉发当代照片
- 相册内的老照片和新照片 （页面存档备份，存于）